# Puelche (Volk)

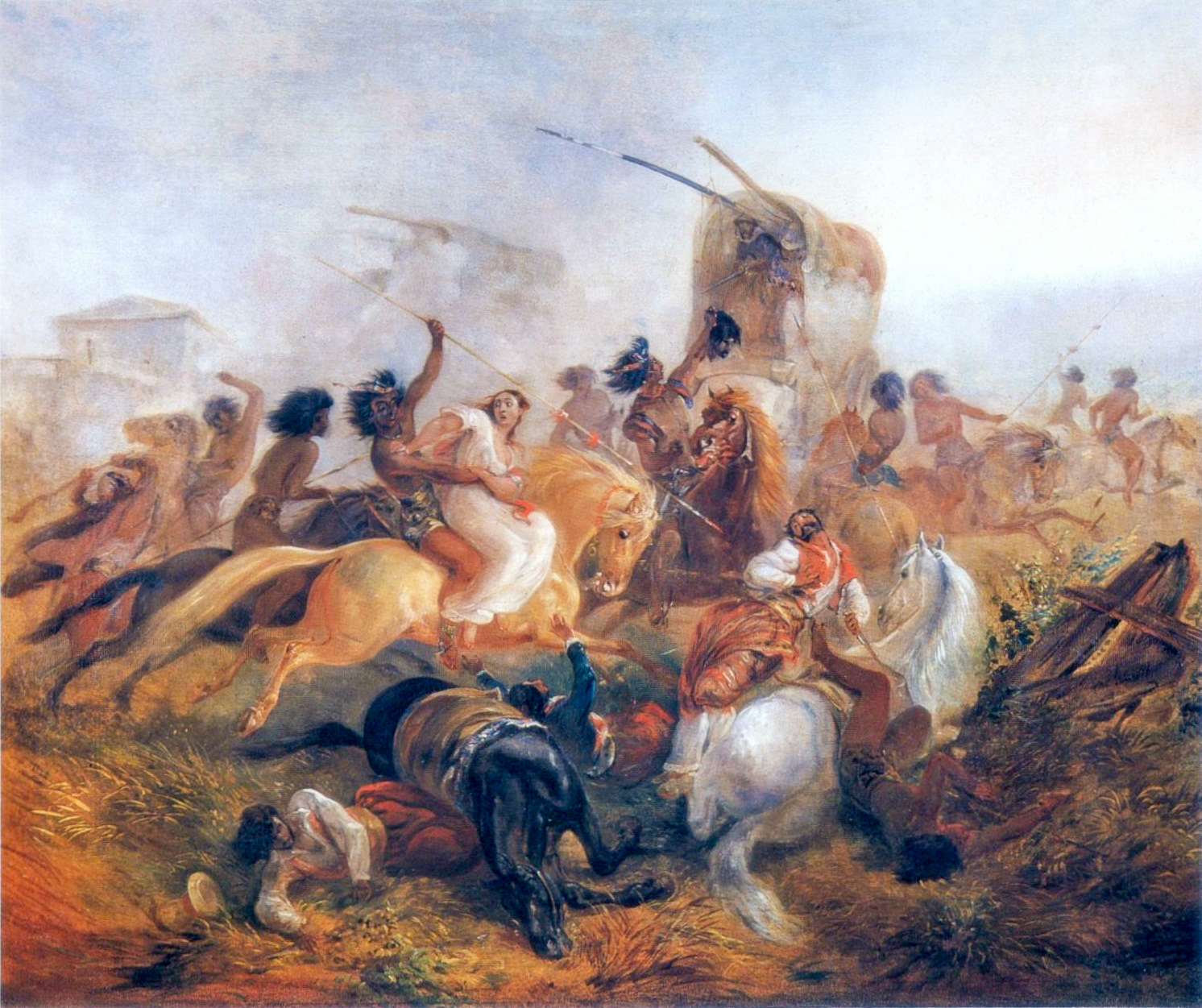
Szene der sogenannten „Wüstenkampagne“ (1833–34), Krieg der Argentinier zur Unterwerfung der Puelche-Mapuche

Puelche (aus dem Mapudungun: pwelche – Leute des Ostens) ist
1. ursprünglich die Bezeichnung der Mapuche aus Chile für alle südamerikanischen Indianervölker der Pampa und Nord-Patagoniens östlich der Anden[1]
2. spätestens seit der zweiten Hälfte des 17. Jahrhunderts die Bezeichnung für eine neue Ethnie, die nördlich des Rio Negro aus der Vermischung von Tehuelche-Gruppen aus Nord-Patagonien und der Het aus der südlichen Pampa-Region (vermutlich der Cheche-Het) hervorgegangen ist und die im 18. und 19. Jahrhundert im Zuge der Araukanisierung (Übernahme der Kultur der Mapuche aus Chile) weitere Pampasvölker absorbierten.[2] Schon gegen Ende des 18. Jahrhunderts kann allerdings bereits nicht mehr von einer eigenständigen Ethnie der Puelche gesprochen werden, da sie weitestgehend mit den Mapuche oder Pehuenche verschmolzen.[2]
3. Sprache der Chon-Familie und nördlicher Zweig der Tehuelche-Sprachen (ISO 639-3).[3]

## Volk
Nachdem die Het (und alle anderen Völker der La Plata-Region) schon im 16. Jahrhundert in Konflikt mit den spanischen Konquistadores geraten waren und durch unbekannte Krankheiten dezimiert wurden, schlossen sich einige der Überlebenden zu Beginn des 17. Jahrhunderts den nördlichsten Gennakenk-Tehuelche an, von denen sie vermutlich die südamerikanische Reiterkultur übernahmen (Pferdezucht, Reitkunst, berittene Jagd und Kriegsführung). Man spricht dabei auch von einer Tehuelchisierung. Die Puelche nannten sich selbst Auca.

### Kultur

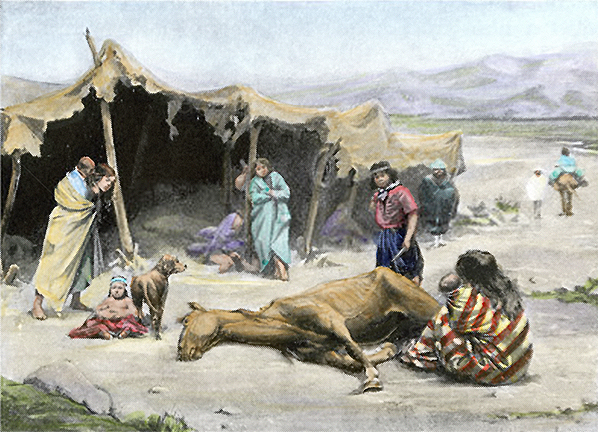
Wenn ein Junge geboren wurde, schlachtete man nach Sitte der Tehuelche/Puelche eine Stute und hielt den Neugeborenen kurz in deren geöffnete Brust. Damit glaubte man, dem Kind zu helfen, einmal ein guter Reiter zu werden.

Ursprüngliche waren die Puelche wie alle Tehuelche-Gruppen Jäger und Sammler. Sie jagten mit Pfeil und Bogen Andenhirsche, Guanakos, Pampashasen, Nandus und Vögel. Außerdem sammelten sie Muscheln, Vogeleier, essbare Wildpflanzen und Wurzeln. Als Kleidung dienten ihnen Mäntel aus Tierfellen, die mit geometrischen Mustern in verschiedenen Farben verziert waren. Ihre Fußbekleidung bestand aus Pumahaut bzw. später auch aus Pferdehaut, die roh zugeschnitten wurde. Sie wohnten in großen Zelten (Toldos), deren Gerüst mit eingefetteten und rot bemalten Guanakofellen bedeckt war.
Die Tehuelche  waren in Lokalgruppen organisiert, die unter der Leitung eines Anführers ursprünglich etwa 20 Familien umfassten. Jedem Verband stand ein ausgedehntes Revier zur Verfügung, über das er seine Jagdrechte ausübte. Anfang des 17. Jahrhunderts übernahmen die Gennakenk das aus Europa eingeführte Pferd von den Mapuche und lernten es zu züchten und hervorragend zu nutzen. Wie diese zogen sie nun in die vorher unbesiedelte Steppe, um verwilderte Rinder und Pferde (Cimarrón) zu jagen sowie Handel zu treiben. Für die Jagd wurde vor allem die Bola und zudem Lanzen und Wurfschlingen eingesetzt. Die Lokalgruppen vergrößerten sich auf 30 bis 40 Familien mit bis zu 500 Personen unter einem Häuptling. Einige Gennakenk-Gruppen vermischten sich mit den Resten der Het und bildeten seitdem die Ethnie der Puelche.
Der Glaube der Puelche entsprach der traditionellen Religion der Tehuelche.

## Sprache
Die Puelche-Sprache entspricht der Chon-Sprache der nördlichen Tehuelche und wurde im Laufe des 17. Jahrhunderts von den Pampas-Völkern übernommen, bevor sie im 18. und 19. Jahrhundert mehr und mehr von der Sprache der Mapuche ersetzt wurde. Die letzte bekannte Muttersprachlerin starb 1934. Seitdem wird die Sprache  nach SIL International als ausgestorben (10 – Extinct) geführt.

### Geschichte
Nach der Entstehung der Puelche führten sie in den ersten hundert Jahren noch häufig Krieg gegen ihre mit den Mapuche verbündeten und verwandten Gennakenk sowie gegen die spanischen Eroberer, die immer größeren Druck aufbauten. Dabei wurden neben europäischen Waffen auch einkugelige Bolas und Lanzen verwendet. Im Zuge der endgültigen Araukanisierung im 18. Jahrhundert übernahmen auch die Puelche die Sprache und Kultur der Mapuche aus den Anden. Die Verbündung mit den Araukanern stärkte die Puelche, so dass sie zeitweise bis zu den Küstenstädten vordringen konnten. Im 19. Jahrhundert – nach dem Ende des Mapuche-Staates – wurden sie in mehreren Kampagnen vom neuen Staat Argentinien gewaltsam unterworfen. Die Puelche, die noch nicht bei den Mapuche oder Pehuenche lebten, gingen in der Gaucho-Kultur auf.